# コレヒドール (官職)
コレヒドール(Corregidor　複: ―es)は、中世～19世紀初頭にかけて、スペインおよびその植民地に存在した地方行政官職の名称。

## 概要
もとは中世後期のカスティーリャ王国において、王領地の自治都市に派遣され、市会を主宰、裁判権を掌握した臨時の直任官吏であったが、15世紀末には地方行政官として恒常化した。16世紀にはいると、スペイン領植民地の地方行政制度にも導入された。一方、本国（イベリア半島）では長らくカスティーリャ王国域のみの制度であったが、18世紀のブルボン朝の下でアラゴン王国域にも導入された。植民地では18世紀半ばの植民地行政改革によって廃止、本国でも1835年に廃止された。
コレヒドール職およびコレヒドールの管区をコレヒミエント(Corregimiento)という。またポルトガルに存在した類似の官職（同語源）をコレジェドール(Corregedor)という。

## 植民地

### アメリカ大陸
1530年の勅令により、先住民の保護とエンコメンデロの抑制を目的として、ヌエバ・エスパーニャにコレヒミエントを新設、のちに植民地全体に設置された。コレヒドールはアウディエンシアに属した。管轄区とエンコミエンダの監視、民事及び刑事訴訟の管理、租税徴収や改宗の促進、交通の維持など任務は多岐にわたった。任期は原則として3年で、エンコメンデロ、土地や鉱山の所有者、官吏の親族はコレヒドールにはなれず、商業活動やインディオの使役を禁じられた。18世紀後半、ブルボン改革によりインテンデンシア制が導入されると、この官職は廃止された。